# Рахинка
Рахинка (рос. Рахинка) — село у Середньоахтубінському районі Волгоградської області Російської Федерації.
Населення становить 2493  особи. Входить до складу муніципального утворення Рахинське сільське поселення.

## Історія
Село розташоване у межах українського історичного та культурного регіону Жовтий Клин.
Згідно із законом від 5 квітня 2005 року № 1040-ОД органом місцевого самоврядування є Рахинське сільське поселення.

## Населення
| 1859 | 1904  | 1914  | 2010  |
| ---- | ----- | ----- | ----- |
| 3787 | ↗7578 | ↗9060 | ↘2493 |